# Bosnien BA03
BA03 var den tredje bataljonen av de Svenska Bosnienbataljonerna som Sverige bidrog med till de fredsbevarande styrkorna i Bosnien.

## Allmänt
Förbandets bataljonsstab (VL), stabs/ingenjörskompaniet (PL) och stab- och trosskompaniet (XL) grupperade på Camp Oden i Zivinice utanför Tuzla medan övriga förbandsdelar grupperade på camper runt om i ansvarsområdet.
- 7. pansarskyttekompani (YL) grupperade i Camp Valkyria i Srebrenik
- 8. pansarskyttekompani (RL) grupperade i Camp Valhall i Spionica
- 9. pansarskyttekompani (SL) grupperade i Camp Thule i Srebrenik
- 10. pansarskyttekompani (TL) grupperade i Camp Sleipner i Brgule

Förbandet hade också ett jordanskt artillerilokaliseringsradarbatteri underställt sig.

## Förbandsdelar
Förbandsbeteckningen inom parentes anger vilket förband som hade huvudansvaret för uppsättandet av enheten
- Bataljonschef: Peter Lundberg
- Stabschef: Övlt Kvarnlöf

- 7. pansarskyttekompani (K 3): Chef Mj Dahlgren
- 8. pansarskyttekompani (IB 16): Chef Mj Hermansson
- 9. pansarskyttekompani (PB 9): Chef Mj Geijer
- 10. pansarskyttekompani (IB 15): Chef Mj Olsson
- Stab/ingenjörskompani (PB 9): Chef Mj Löfgren
- Stab- och trosskompani (PB 9): Chef Mj Edman